# Bogata (gmina)
Bogata – gmina w Rumunii, w okręgu Marusza. Obejmuje miejscowości Bogata i Ranta. W 2011 roku liczyła 2018 mieszkańców.